# Theodor Haubach

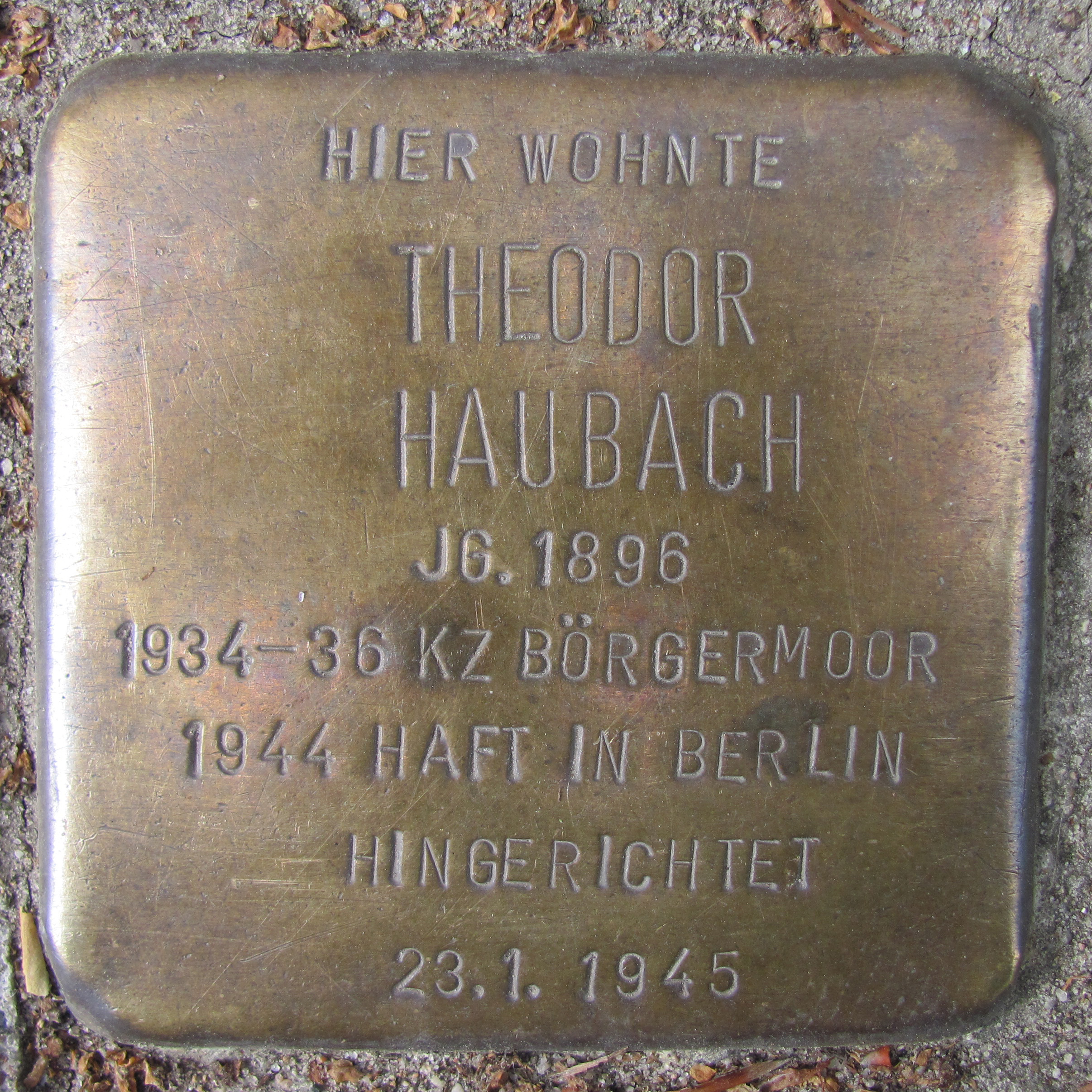
Stolperstein por Theodor Haubach en Hamburgo (Hartwicusstraße 2).

Theodor Haubach (15 de septiembre de 1896 en Frankfurt am Main-23 de enero de 1945 en Berlín) fue un periodista alemán y político del SPD, combatiente de la resistencia contra el régimen nazi.
Theodor Haubach pasó su infancia y juventud en Darmstadt. En 1914, después de pasar su Abitur, tomó parte en al Primera Guerra Mundial como voluntario, y fue herido repetidamente. Después del horror de sus experiencias de guerra, Haubach reanudó sus estudios. Entre 1919 y 1923, estudió filosofía, sociología y economía y fue finalmente graduado. Para 1920, Haubach, como su amigo Carlo Mierendorff, era miembro del SPD y trabajaban activamente conjuntamente con los Jóvenes Socialistas. Entre 1924 y 1929 fue editor del periódico Hamburger Echo, y más tarde (1929-1933) fue asociado del Ministerio del Interior del Reich y del Presidente de la Policía de Berlín. Desde 1924 Haubach era el líder del Reichsbanner Schwarz-Rot-Gold, una asociación que hizo una feroz campaña por la democracia de la República de Weimar y luchó activamente bajo el emblema de las "Tres Flechas" contra los nazis, que buscaban el poder.
A partir de febrero de 1933, Haubach, como muchos miembros del SPD, fue perseguido por el régimen nazi. En su primer arresto en 1934, fue detenido en el campo de concentración de Esterwegen. Desde 1935, trabajó como representante de seguros, y posteriormente estableció contactos con el círculo de Kreisau. Tras el fallido atentado contra la vida de Hitler en la Guarida del Lobo en Prusia Oriental el 20 de julio de 1944, Haubach fue arrestado y sentenciado a muerte por el "Tribunal del Pueblo" (Volksgerichtshof). Ahora muy enfermo, Theodor Haubach fue ejecutado el 23 de enero de 1945 junto a Helmuth James Graf von Moltke en la prisión de Plötzensee en Berlín.